# Jeux d'hiver de l'Arctique de 2023
Les Jeux d'hiver de l'Arctique de 2023 (en anglais : 2023 Arctic Winter Games) sont la 25e édition des Jeux d'hiver de l'Arctique, compétition multisports hivernale qui ont eu lieu du 29 janvier au 4 février 2023. La ville hôte était Wood Buffalo en Alberta. Depuis sa création en 1969, c'est la 18e fois que le Canada accueille la compétition.
Les jeux devaient initialement se tenir entre le 6 mars et le 12 mars 2022, mais la décision fut prise en 2021 de les repousser à 2023 à cause de la pandémie COVID-19 ; les nouvelles dates furent finalisées un mois plus tard. Le comité organisateur retira l'obligation vaccinale en novembre 2022 à la suite d'une demande du gouvernement provincial albertain.
Le relais du flambeau se déroula du 11 janvier au 28 janvier 2023, partant de Fort Chipeweyan et Fort Fitzgerald dans la Première Nation de Smith's Landing, et arrivant à Fort McMurray.
La délégation du Yamal, en Russie, fut exclue des jeux par le comité d'organisation à la suite de l'invasion russe de l'Ukraine. La délégation du Yukon était constituée de 354 personnes ; celle des Territoires du Nord-Ouest, 340 ; celle du Nunavut, 260.
La cérémonie d'ouverture et de clôture se déroulèrent au parc de l'île MacDonald, à Fort McMurray. Les épreuves se déroulèrent en majorité à Fort McMurray, comme par exemple les jeux traditionnels dénés et les sports arctiques, au centre communautaire Suncor au parc de l'île MacDonald. Le badminton fut organisé à Anzac et le patinage de vitesse à Fort McKay. Le village d'athlètes se situait dans un camp de travail à Fort McKay, à 60km au sud. L'organisation de l'évènement coûta plus de 13 millions de dollars canadiens et impliqua plus de 2000 bénévoles.
Ces jeux furent notamment les derniers de l'athlète ténois Chris Stipdonk, qui remporta à nouveau l'ulu d'or en saut sur jointures (knuckle hop) avec une performance à 188 pieds, sans toutefois parvenir à battre le record des jeux arctiques établi en 1980 de 191 pieds, ou son propre record mondial établi aux jeux autochtones d'été à 206 pieds.

## Tableau des médailles[9],[8]
- Pays organisateur

| Rang | Nation                    | Or | Argent | Bronze | Total |
| ---- | ------------------------- | -- | ------ | ------ | ----- |
| 1    | Yukon                     | 61 | 57     | 51     | 169   |
| 2    | Alaska                    | 58 | 44     | 43     | 145   |
| 3    | Alberta du Nord           | 42 | 60     | 42     | 144   |
| 4    | Territoires du Nord-Ouest | 43 | 28     | 35     | 106   |
| 5    | Groenland                 | 38 | 22     | 25     | 85    |
| 6    | Nunavut                   | 12 | 14     | 25     | 51    |
| 7    | Nunavik (Québec)          | 6  | 21     | 9      | 36    |
| 8    | Laponie                   | 5  | 12     | 9      | 26    |